# Goniometrie
Goniometrie [von griech. γωνία (gōnia), „Winkel“ und μέτρον (métron) „messen“] ist allgemein die Wissenschaft, Winkel zu messen und zu bewerten, heute noch angewandt im Vermessungswesen (Tachymetrie) und in der Medizin (Bestimmung der Beweglichkeit von Gelenken). 
Goniometrie untersucht im mathematischen Sinne die Winkelfunktionen. Die elementare Winkelmessung der Planimetrie ist damit nicht gemeint. Ein Spezialfall ist die Dreiecksberechnung (Trigonometrie). Beispiele sind Additionstheoreme und die Berechnung von Winkelsummen oder Winkeldifferenzen.
Mit Hilfe der trigonometrischen Funktionen lassen sich sogenannte goniometrische Gleichungen formulieren.